# Philautus everetti
Philautus everetti is een kikker uit de familie schuimnestboomkikkers (Rhacophoridae). De soort werd voor het eerst wetenschappelijk beschreven door George Albert Boulenger in 1894. Oorspronkelijk werd de wetenschappelijke naam Rhacophorus Everetti gebruikt, de kikker werd lange tijd tot het geslacht Rhacophorus gerekend.
De verwante soort Philautus mascroscelis werd vroeger gezien als een ondersoort.

## Uiterlijke kenmerken
Philautus everetti bereikt een lichaamslengte van ongeveer drie tot vijf centimeter, mannetjes worden 30 tot 32 millimeter lang en de grotere vrouwtjes bereiken een lengte van 45 tot 49 mm. De kop is donker van kleur, de pupil is horizontaal. Kenmerkend is een lichte streep tussen de ogen.
De lichaamskleur bestaat uit een zwarte en bruine vlektekening op een olijf- tot meestal donkergroene rug, de buik is geel tot witgeel. De huid is voorzien van kleine stekelige insluitsels, met name de poten en schouders. De tenen zijn relatief lang en de hechtschijven zijn groter in vergelijking met andere soorten.

## Verspreiding en habitat
Deze soort komt voor op de Filipijnen en het eiland Borneo; Maleisië en Brunei. Het biotoop bestaat uit hoge bomen van het tropisch regenwoud in bergachtige en vochtige omgevingen meestal bij water.

## Levenswijze en voortplanting
Het voedsel van de kikker bestaat uit kleine ongewervelden, vooral vliegen en muggen. Deze kikker is nachtactief en verschuilt zich overdag in bomen en tussen struiken.
Na de paring wordt een schuimnest gemaakt waarin de eieren worden afgezet. Het schuimnest wordt niet in het water geplaatst maar in bomen tussen de bladeren. De kikkervisjes die hier uit komen hebben echter wel oppervlaktewater nodig voor de verdere ontwikkeling, anders drogen ze uit. Daarom hangen schuimnesten altijd boven oppervlaktewater, als de larve uit het ei kruipen vallen ze in het water war ze zich verder ontwikkelen.